# Cotocus
cotocus (em aquiem: Kotoku Akyem) são o segundo maior subgrupo dos aquiéns e um dos povos acãs no Gana. Vivem na Região Oriental do país. Seu principal centro é a cidade de Jedem. São em sua maioria fazendeiros, mas há crescente número de trabalhadores manuais e profissionais. Segundo estimativas de 1999, há 100 000 cotocus.